# Mistrzostwa Polski Par Klubowych na Żużlu 1975
Mistrzostwa Polski Par Klubowych na Żużlu 1975 – zawody żużlowe, mające na celu wyłonienie medalistów mistrzostw Polski par klubowych w sezonie 1975. W finale zwyciężyli zawodnicy Stali Gorzów Wielkopolski.

## Finał
- Leszno, 27 (lub 29) września 1975

| Miejsce | Kluby                 | Suma | Zawodnicy                           | Punkty                            |
| ------- | --------------------- | ---- | ----------------------------------- | --------------------------------- |
| złoto   | Stal Gorzów Wlkp.     | 30   | Jerzy Rembas Bogusław Nowak         | 18 (3,3,3,3,3,3) 12 (2,2,2,2,2,2) |
| srebro  | Sparta Wrocław        | 20   | Ryszard Jany Robert Słaboń          | 10 (3,3,1,2,1,u) 10 (1,2,0,3,3,1) |
| brąz    | ROW Rybnik            | 19   | Andrzej Wyglenda Jerzy Wilim        | 9 (2,3,1,d,d,3) 10 (0,2,3,1,2,2)  |
| 4       | Polonia Bydgoszcz     | 15   | Henryk Glücklich Andrzej Koselski   | 12 (3,1,2,d,3,3) 3 (1,0,0,1,1,0)  |
| 5       | Włókniarz Częstochowa | 15   | Czesław Goszczyński Jerzy Kowalczyk | 11 (2,1,3,2,2,1) 4 (0,0,1,3,0,0)  |
| 6       | Wybrzeże Gdańsk       | 13   | Leszek Marsz Bolesław Ślaz          | 10 (0,3,3,2,2,u) 3 (2,1,w,0,0,t)  |
| 7       | Kolejarz Opole        | 13   | Leonard Raba Marian Witelus         | 10 (1,1,2,1,3,2) 3 (d,0,1,0,1,1)  |